# Honda Domani
Honda Domani – samochód osobowy produkowany przez japońską firmę Honda na rynki wschodniej Azji, wliczając Japonię. Został wprowadzony do produkcji w listopadzie 1992 roku, zastąpił model Concerto. Domani oparta została w dużej mierze na modelu Civic z początku lat 90. Do napędu użyto czterocylindrowych benzynowych silników rzędowych o pojemnościach: 1,5, 1,6 oraz 1,8 l. Moc przenoszona była poprzez 5-biegowe manualne bądź 4-biegowe automatyczne skrzynie biegów na koła przednie.

## Honda Domani II
Produkcję zakończono w roku 2000, następcą został model Fit Aria.